# Cerizay

Cerizay este o comună în departamentul Deux-Sèvres, Franța. În 2009 avea o populație de 4,624 de locuitori.